# Adoretus costulatus
Adoretus costulatus är en skalbaggsart som beskrevs av Ohaus 1941. Adoretus costulatus ingår i släktet Adoretus och familjen Rutelidae. Inga underarter finns listade i Catalogue of Life.